# Дюкудре, Гюстав
Гюстав Дюкудре (30 октября 1838, Санс — 12 сентября 1906, Париж) — французский историк и педагог, специализировавшийся на французской и всемирной истории.
Среднее образование получил в Лицее Генриха IV, где его преподавателем истории был Жан Виктор Дюрюи. В 1858 году поступил в высшую нормальную школу и по её окончании в 1862 году получил диплом учителя истории и географии, после чего в 1863—1869 годах был секретарём своего учителя Дюрюи, а затем перешёл на преподавательскую работу; в 1876—1889 годах состоял профессором истории в высшей нормальной школе Сен-Клу. Кроме того, с 1874 года был сотрудником Библиотеки научных обществ и ассоциированным членом Археологического общества Санса. В 1902 году Институт Франции по представлению Французской академии присудил ему премию Жана-Жака Берже за исследование по истории парламента Парижа.
Наиболее известные работы его авторства: «Simples récits d’histoire de France» (1877); «Cent récits d’histoire contemporaine» (1882); «Histoire sommaire de la civilisation depuis l’origine jusqu'à nos jours» (1886; один из главных трудов Дюкудре, вышедший в двух томах и переведённый на ряд языков, в том числе на русский под заглавием «История цивилизации»); «Histoire de France et histoire contemporaine de 1789 à la constitution de 1875» (1888); «Histoire de la civilisation de la France» (1890; в 1902 году вышло доработанное издание); «Les origines du Parlement de Paris et la justice aux XIIIe et XIVe siècles» (1902). Кроме того, он является автором нескольких лицейских учебников по истории Франции, самым известным из которых стал «Histoire de France», написанный Дюкудре по предложению Дюрюи и впервые изданный в 1867 году.

## Сочинения
- Краткая история цивилизации / Пер. с фр. А. Позен; под ред. Д. А. Коропчевскаго. — Ч. 1: Древний мир. — СПб., 1895. — 312 с.
- Краткая история цивилизации / Пер. с фр. А. Позен; под ред. Д. А. Коропчевскаго. — Ч. 2: Средние века. — СПб., 1896. — 420 с. : ил.